# ゴールデン・トライアングル (インド)

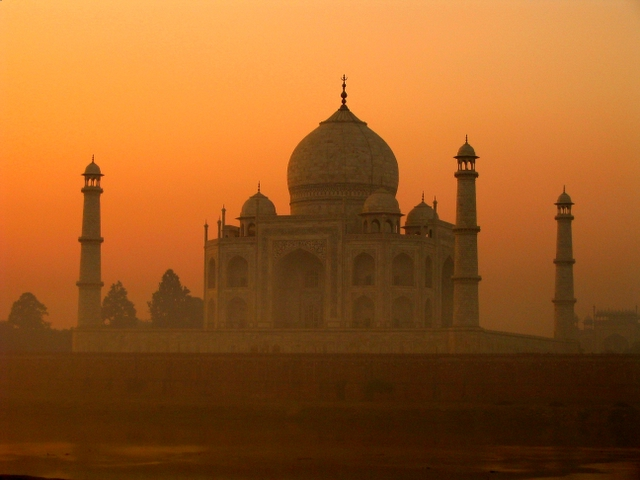
タージ・マハル

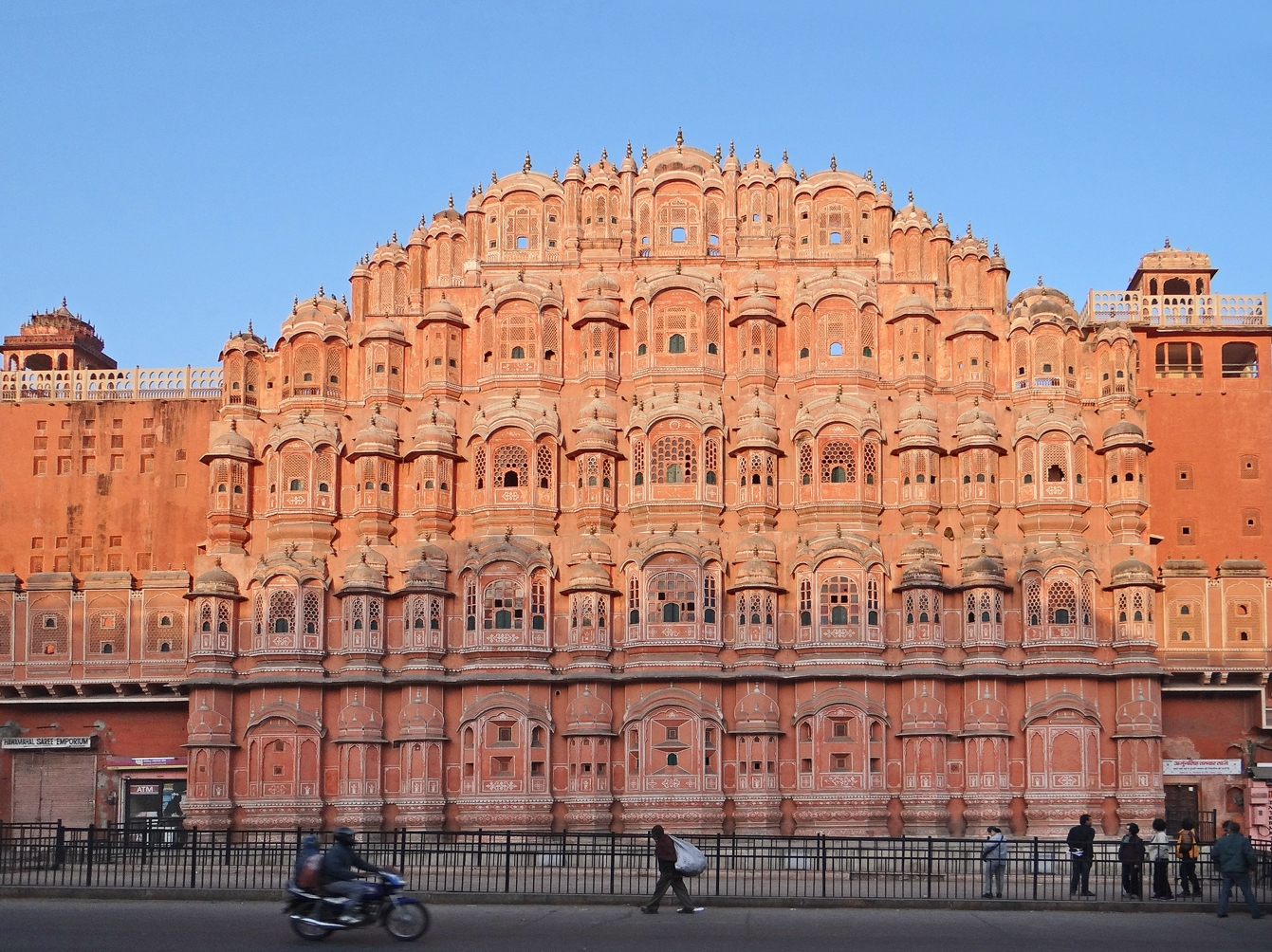
ハワー・マハル

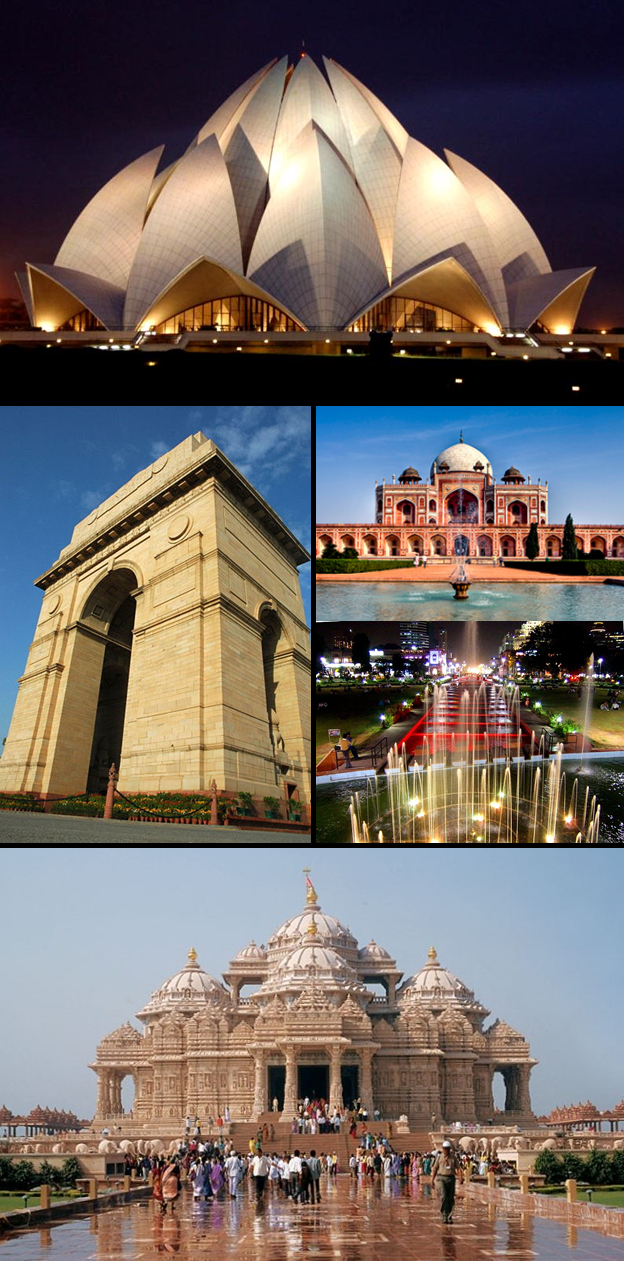
ロータス・テンプル、フマーユーン廟、コンノートプレイス、アークシャルダーム寺院、インド門

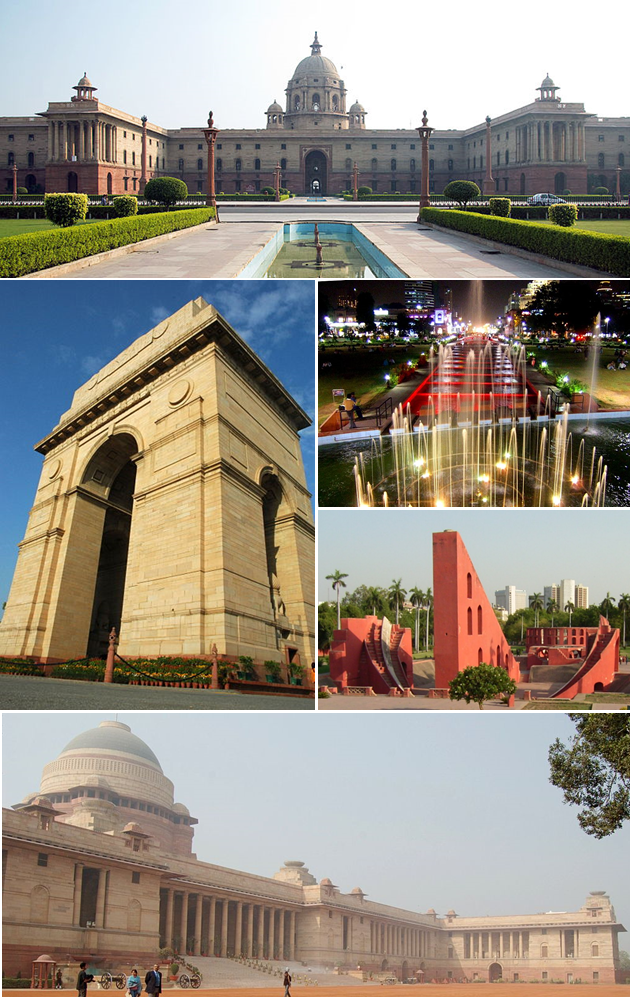
インド内務省 (Secretariat Building)、コンノートプレイス、ジャンタル・マンタル、大統領官邸、インド門

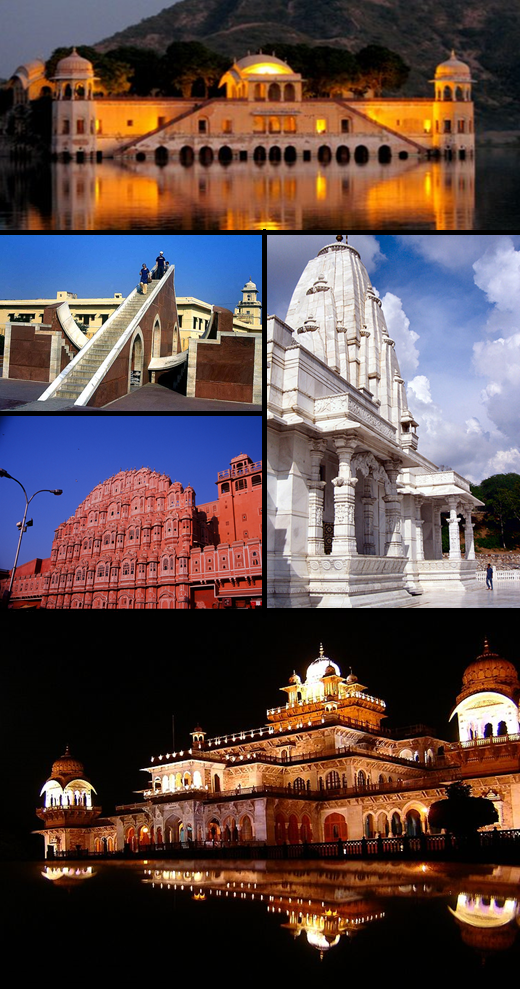
ジャル・マハル、ビルラ・マンディル寺院、アルバート・ホール博物館、ハワー・マハル、ジャンタル・マンタル

インドのゴールデン・トライアングル (India's golden triangle) は、主要都市であるデリー、アーグラ、ジャイプルを結んだ、観光の周遊コース。
ゴールデン・トライアングルと称されるのは、ニューデリー、アーグラ、ラージャスターン州の位置が、地図上で三角形になるためである。この周遊ルートの旅は、通常はデリーから始まり、南へ進んでアーグラのタージ・マハルへ向かい、次いで西へ進んでラージャスターンの砂漠の風景を見る。通常は、バスの団体旅行でも、個人でも、ほとんどの旅行会社を通して手配することができる。ゴールデン・トライアングルは、インドの多様な景観を幅広く体験できるものとして、今や人気のルートとなっている。道路距離にすると、このルートは一周およど720kmほどである。それぞれの観光地の間は、自動車では4時間から6時間ほどの移動となる。デリーとアーグラ、ジャイプルの間は、シャターブディー急行によっても結ばれている。